# پروی پارتیزان
پروی پارتیزان (سیریلیک صربی: Први Партизан) شرکت صنایع جنگ‌افزاری صربستانی است، که در سال ۱۹۹۸ تأسیس شد.